# Rhodochlora tornistriga
Rhodochlora tornistriga là một loài bướm đêm trong họ Geometridae.